# 언리얼 엔진 5
언리얼 엔진 5(Unreal Engine 5, UE5)는 에픽게임즈가 개발한 언리얼 엔진의 최신 버전이다. 2020년 5월에 공개되었고 2022년 4월에 공식 출시되었다. 언리얼 엔진 5에는 메시의 세부 단계를 자동으로 조정하는 시스템인 나나이트(Nanite)와 소프트웨어 및 하드웨어 가속 광선 추적을 활용하는 동적 글로벌 일루미네이션 및 반사 시스템인 루멘(Lumen)을 포함한 여러 업그레이드 및 새로운 기능이 있다.

## 역사
언리얼 엔진 5는 2020년 5월 13일에 공개되었으며, 플레이스테이션 5 및 Xbox Series X/S를 포함하여 언리얼 엔진 4를 실행할 수 있는 모든 기존 시스템을 지원한다. 2021년 5월 26일에 얼리 액세스로 출시되었고, 2022년 4월 5일에 개발자들을 위해 공식적으로 출시되었다.
에픽게임즈는 소니와 협력하여 플레이스테이션 5용 언리얼 엔진 5를 최적화했다. 엔진의 사용 편의성을 보여주기 위해 두 회사는 플레이스테이션 5용 "나나이트의 땅에 있는 루멘(Lumen in the Land of Nanite)"이라는 데모를 공동 제작했는데, 이 데모는 플레이어가 탐험할 수 있는 실사 같은 동굴 환경을 특징으로 한다. 이 데모는 2020년 5월 엔진 공개 행사에서 시연되었으며, 나나이트, 루멘, 그리고 Quixel 라이브러리의 자산을 활용했다. 에픽게임즈는 또한 Xbox Series X/S가 언리얼 엔진 5를 완벽하게 지원할 것이라고 확인했다.
에픽게임즈는 자사의 게임 포트나이트를 언리얼 엔진 5의 테스트베드로 활용했다. 이 게임은 2021년 12월에 언리얼 엔진 5를 사용하도록 업데이트되었다. 직후 에픽게임즈는 2021년 영화 매트릭스: 리저렉션의 홍보용 게임 데모인 더 매트릭스 어웨이큰스(The Matrix Awakens)를 출시하여 언리얼 엔진 5와 다른 기술(MetaHuman Creator 등)을 선보였다.
언리얼 엔진 5는 2022년 4월에 다운로드할 수 있게 되었다. 여기에는 새로운 애니메이션 및 모델링 도구가 포함된 재설계된 언리얼 에디터가 포함되었다. 새로운 엔진을 완전히 활용한 첫 번째 주요 타이틀 중 일부는 2023년에 출시되었는데, 여기에는 레이어스 오브 피어 리메이크, 렘넌트 2 및 이모탈스 오브 아베움이 포함된다.

## 기능

### 나나이트 (Nanite)
언리얼 엔진 5의 주요 기능은 나나이트로, 개발자가 성능에 큰 영향을 주지 않고 게임에서 사진측량 및 기타 고디테일 메시를 사용할 수 있도록 하는 가상화된 지오메트리 시스템이다. 전통적으로 아티스트는 다양한 세부 단계(LoD)를 위해 여러 모델을 만들고 미세한 디테일을 위해 법선 매핑을 생성해야 했다. 나나이트는 시야 거리, 해상도, 성능 요구 사항에 따라 모델을 동적으로 스케일링하여 LoD를 자동으로 관리한다. 이는 계층적 구조를 활용하여 단일 메시의 다른 부분이 다양한 세부 단계로 렌더링되도록 한다. 나나이트는 3D 모델 형식 중 ZBrush 스컬프트와 CAD 모델을 포함한 다양한 형식과 호환되며, 개발자가 수동 최적화 없이 영화 품질의 자산을 직접 가져올 수 있게 한다. 에픽게임즈의 브라이언 캐리스(Brian Karis)에 따르면, 나나이트의 중요한 혁신 중 하나는 자동으로 생성된 다양한 LoD 간의 경계를 매끄럽게 연결하여 경계에서 균열이 발생하지 않도록 하는 기능이다. 초기 출시 시, 나나이트는 정적 메쉬와만 호환되었다.
언리얼 엔진 5는 차세대 하드웨어의 고속 솔리드 스테이트 스토리지를 활용하여 필요할 때 자산을 메모리로 스트리밍한다. 에픽게임즈 CEO 팀 스위니는 이 저장 속도 덕분에 개발자들이 "모든 지오메트리가 메모리에 맞지 않아도 가져와서 표시"할 수 있게 되어 기존의 로딩 화면을 없애고 객체가 플레이어에게 가까워짐에 따라 다양한 세부 수준 간의 원활한 전환이 가능하다고 강조했다. 또한, UE5는 큰 지도를 "월드 파티션(World Partition)"이라는 작은 파티션으로 나누는 방법을 제공하여 로드해야 하는 레벨의 양을 줄인다.

### 루멘 (Lumen)
루멘은 장면 및 조명 변화에 실시간으로 반응할 수 있는 동적 광선 추적 글로벌 일루미네이션 및 반사 시스템이다. 이는 주어진 장면에 대해 사전 계산된 라이트맵의 필요성을 없애고 빛, 반사, 그림자에 대한 자동 조정을 가능하게 한다. 루멘은 소프트웨어 및 하드웨어 광선 추적을 모두 지원한다. 메쉬 거리 필드를 사용하는 소프트웨어 광선 추적 옵션은 다양한 장치에 최적화되어 있으며 낮은 충실도(fidelity)를 대가로 빠른 광선 교차를 가능하게 한다. 하드웨어 광선 추적은 더 높은 정확도를 제공하며 스킨 메쉬를 포함한 추가 지오메트리 유형을 지원한다. 루멘은 또한 조명 평가에 필요한 계산 오버헤드를 줄이는 표면 캐시(Surface Cache) 시스템을 통합한다. 루멘이 비활성화되면 엔진은 낮은 충실도 조명 솔루션으로 부호화 거리 필드 주변 폐색으로 기본 설정된다.

### 가상 그림자 지도 (Virtual Shadow Maps)
가상 그림자 지도(Virtual Shadow Maps)는 언리얼 엔진 5에 추가된 또 다른 구성 요소로, "영화 품질의 자산과 크고 동적으로 조명되는 개방형 월드에 작동하는 일관된 고해상도 그림자를 제공하는 새로운 그림자 매핑 방법"으로 설명된다. 가상 그림자 지도는 일반적인 그림자 지도 구현과 비교하여 고해상도, 더 세밀한 그림자, 그리고 일반적으로 사용되는 그림자 매핑 기술에 존재하는 그림자 캐스케이드 및 pop-in 문제의 부재에서 차이가 있다.

### 기타 기능
UE5는 유체 및 파티클 동역학에 나이아가라(Niagara)를 사용하고, PhysX 대신 자체 카오스 물리 엔진을 사용한다. UE5.2에 추가된 이 엔진은 서브스트레이트(Substrate)라는 새로운 재료 생성 시스템을 도입하여 재료의 보다 다재다능하고 모듈러적인 제작을 가능하게 한다.
언리얼 엔진 5의 추가 기능은 에픽게임즈의 인수 및 파트너십에서 비롯되었다. 나나이트 가상 지오메트리 기술을 통해 에픽은 2019년 기준 세계 최대의 사진측량 라이브러리인 Quixel을 인수한 과거를 활용할 수 있게 되었다. 메타휴먼 크리에이터(MetaHuman Creator)는 에픽이 인수한 세 회사(3Lateral, Cubic Motion, Quixel)의 기술을 기반으로 한 프로젝트로, 개발자들이 사실적인 인간 캐릭터를 빠르게 만들고 이를 언리얼 내에서 사용하도록 내보낼 수 있게 한다. Cesium과의 파트너십을 통해 에픽은 언리얼 사용자에게 지구의 매핑된 표면의 어떤 부분이라도 재현할 수 있도록 3D 지리공간 데이터를 제공하는 무료 플러그인을 제공할 계획이다. 에픽은 Capturing Reality 인수를 통해 인수한 RealityCapture를 포함할 예정이며, 이는 여러 각도에서 촬영한 사진 모음에서 모든 객체의 3D 모델을 생성할 수 있다. 또한, 에픽게임즈 툴즈에서 제공하는 다양한 미들웨어 도구도 포함할 것이다.
UE 5.5부터 에픽게임즈는 WebRTC를 내부적으로 더 쉽게 유지보수할 수 있는 레이어를 도입하여 Pixel Streaming 2 플러그인이 언리얼 엔진과 함께 제공되기 시작했다.

## 평가
UE5는 개발자들이 나나이트를 통해 더 높은 충실도의 자산을 사용하고 루멘을 통해 더 사실적인 조명을 구현하여 게임을 만들 수 있게 했다는 평가를 받았다. 게임 매체들은 2023년부터 2025년까지 검은 신화: 오공, 렘넌트 2, 세누아의 사가: 헬블레이드 II 및 어바우드를 포함한 여러 게임에서 UE5의 사용을 높이 평가했다. 또한 소규모 독립 및 AA 개발자가 대규모 스튜디오와 유사한 그래픽 충실도를 달성할 수 있게 했다는 점에서도 칭찬받았다. 예를 들어, 2025년 4월에 Sandfall Interactive의 데뷔작으로 출시된 비평가들의 찬사를 받은 클레르 옵스퀴르: 33 원정대는 루멘, 나나이트, 메타휴먼 등 엔진의 여러 기능을 활용하여 개발 프로세스를 게임에 가장 큰 영향을 미 미치는 요소에 집중하도록 했다.
UE5는 특정 유형의 성능 문제, 즉 셰이더 컴파일 끊김(shader compilation stutter)과 이동 끊김(traversal stutter) – 플레이어의 행동으로 인해 더 많은 엔티티가 게임에 로드될 때 발생하는 프레임 시간 지연 – 에 대한 비난도 받고 있는데, 모든 UE5 게임이 이러한 문제를 동일한 정도로 보이는 것은 아니다. 또한 기본적으로 활성화되어 있는 시간적 안티 에일리어싱(temporal anti-aliasing)의 사용은 일부 경우 흐림 현상을 유발할 수 있다. 에픽게임즈는 셰이더 컴파일 문제를 인정하고 어떤 셰이더를 사전 컴파일할지 더 잘 식별하기 위한 새로운 시스템을 만들었다. 한편, CD 프로젝트는 더 위쳐 4를 위해 엔티티 로딩을 개선하는 맞춤형 시스템을 개발 중이며, 이 중 일부는 언리얼 엔진 자체에 통합될 수도 있다.

## 라이선스
언리얼 엔진 5는 언리얼 엔진 4에서 시작된 로열티 모델을 유지하며, 개발자는 총 수익의 5%를 에픽게임즈에 반환해야 하지만, 에픽게임즈 스토어(EGS)를 통한 판매의 경우 이 수수료는 면제된다. 또한 에픽은 언리얼 엔진 5와 함께 2020년 1월 1일로 소급 적용하여, 모든 버전의 언리얼 엔진을 사용하는 게임의 총 수익이 첫 US$1 million까지는 수수료를 받지 않을 것이라고 발표했다. 2024년 10월, 에픽은 EGS에 게임을 등록하는 경우 EGS 외부 판매에 대한 로열티를 3.5%로 낮추었다. 언리얼 엔진 5의 소스 코드는 깃허브에서 이용할 수 있다.
에픽은 2024년 4월부터 영화 및 텔레비전 제작과 같은 비게임 애플리케이션에서 런타임 사용에 대해 언리얼 엔진의 좌석별 라이선스를 공개했으며, 수익이 100만 달러를 초과할 경우 각 좌석당 연간 1850달러의 비용이 든다.